# Codice ATC R05
Il codice ATC R05 "Antitussivi e preparati per il raffreddore comune" è un sottogruppo terapeutico del sistema di classificazione Anatomico Terapeutico e Chimico, un sistema di codici alfanumerici sviluppato dall'OMS per la classificazione dei farmaci e altri prodotti medici. Il sottogruppo R05 fa parte del gruppo anatomico R dell'apparato respiratorio.
Codici per uso veterinario (codici ATCvet) possono essere creati ponendo la lettera Q di fronte al codice ATC umano: QR05 ...  I codici ATCvet senza corrispondente codice ATC umano sono riportati nella lista seguente con la Q iniziale.
Numeri nazionali della classificazione ATC possono includere codici aggiuntivi non presenti in questa lista, che segue la versione OMS.

## R05C Espettoranti, escluse le associazioni con antitussivi

### R05CA Espettoranti
R05CA01 Tiloxapolo
R05CA02 Ioduro di potassio
R05CA03 Guaifenesina
R05CA04 Ipecacuanha
R05CA05 Althea radici
R05CA06 Senega
R05CA07 Antimonio pentasulfide
R05CA08 Creosoto
R05CA09 Sulfoguaiacolo
R05CA10 Combinazioni
R05CA11 Levoverbenone
R05CA12 Hederae helicis foglie
R05CA13 Cineolo

### R05CB Mucolitici
R05CB01 Acetilcisteina
R05CB02 Bromexina
R05CB03 Carbocisteina
R05CB04 Eprazinone
R05CB05 Mesna
R05CB06 Ambroxolo
R05CB07 Sobrerolo
R05CB08 Domiodolo
R05CB09 Letosteina
R05CB10 Combinazioni
R05CB11 Stepronina
R05CB12 Tiopronina
R05CB13 Dornase alfa (desossiribonucleasi)
R05CB14 Neltenexina
R05CB15 Erdosteina
R05CB16 Mannitolo
QR05CB90 Cloridrato di dembrexina

## R05D Sedativi della tosse, escluse le combinazioni con espettoranti

### R05DA Alcaloidi dell'oppio e derivati
R05DA01 Etilmorfina
R05DA03 Idrocodone
R05DA04 Codeina
R05DA05 Alcaloidi dell'oppio con morfina
R05DA06 Normetadone
R05DA07 Noscapina
R05DA08 Folcodina
R05DA09 Destrometorfano
R05DA10 Thebacon
R05DA11 Dimemorfan
R05DA12 Acetildiidrocodeina
R05DA20 Combinazioni (QR05DA20 Combinazioni con alcaloidi dell'oppio e derivati)
QR05DA90 Butorfanolo

### R05DB Altri antitussivi
R05DB01 Benzonatato
R05DB02 Benproperina
R05DB03 Clobutinolo
R05DB04 Isoaminile
R05DB05 Pentossiverina
R05DB07 Oxolamina
R05DB09 Oxeladina
R05DB10 Clofedanolo
R05DB11 Pipazetato
R05DB12 Bromuro di bibenzonio
R05DB13 Butamirato
R05DB14 Fedrilato
R05DB15 Zipeprolo
R05DB16 Dibunato
R05DB17 Drossipropina
R05DB18 Prenossidiazina
R05DB19 Dropropizina
R05DB20 Combinazioni
R05DB21 Cloperastina
R05DB22 Meprotixolo
R05DB23 Piperidione
R05DB24 Tipepidina
R05DB25 Morclofone
R05DB26 Nepinalone
R05DB27 Levodropropizina
R05DB28 Dimetossanato

## R05F Sedativi della tosse ed espettoranti, combinazioni

### R05FA Derivati dell'oppio ed espettoranti
R05FA01 Derivati dell'oppio e mucolitici
R05FA02 Derivati dell'oppio e espettoranti

### R05FB Altri sedativi della tosse ed espettoranti
R05FB01 Antitussivi e mucolitici
R05FB02 Antitussivi e espettoranti

## R05X Altre preparazioni fredde
Gruppo vuoto